# Adolf Bergman
Adolf Bergman (Broby, 14 d'abril de 1879 – Estocolm, 14 de maig de 1926) va ser un esportista suec que va competir a començaments del segle xx. Especialista en el joc d'estirar la corda, guanyà una medalla d'or en aquesta competició als Jocs Olímpics d'Estocolm de 1912, formant part de l'equip de la Policia d'Estocolm.